# BoBoiBoy 2: Cuộc chiến ngân hà
BoBoiBoy 2: Cuộc chiến ngân hà (tên gốc tiếng Mã Lai: BoBoiBoy Movie 2) là phim điện ảnh hoạt hình máy tính hài hước siêu anh hùng của Malaysia năm 2019 do Nizam Razak đạo diễn. Đây là phim điện ảnh thứ hai của thương hiệu BoBoiBoy đến từ Animonsta Studios, đồng thời cũng là phần phim tiếp nối của BoBoiBoy: The Movie (2016) cũng như mua đầu tiên của phim truyền hình BoBoiBoy Galaxy. Kịch bản của phim do chính Nizam cùng Anas Abdul Aziz đảm nhiệm. Đây là bộ phim đầu tiên sử dụng bối cảnh và các nhân vật từ BoBoiBoy Galaxy. Nội dung phim xoay quanh BoBoiBoy và những người bạn trong công cuộc chiến đấu với một nhân vật phản diện cổ đại tên là Retak'ka với âm mưu chiếm lấy sức mạnh nguyên tố của BoBoiBoy.
Phim được phát hành đồng thời tại 4 quốc gia gồm Malaysia, Indonesia, Brunei và Singapore vào ngày 8 tháng 8 năm 2019. Phiên bản lồng tiếng Việt của phim được phát hành tại Việt Nam vào ngày 30 tháng 8 năm 2019.

## Lồng tiếng
- Nur Fathiah Diaz vai BoBoiBoy
- Fadhli Mohd Rawi vai Retak'ka
- Wong Pak Lin vai Hang Kasa
- Dzubir Mohammed Zakaria vai Gopal
- Nizam Razak vai Papa Zola
- Ieesya Isandra vai Pipi Zola
- Nur Sarah Alisya vai Yaya
- Yap Ee Jean vai Ying
- Wong Wai Kay vai Fang
- Anas Abdul Aziz vai Kokoci, Adu Du, Probe, Tok Aba và Encik Kumar
- Muhammad Abdurrahman Solahuddin vai Ochobot
- Hazwani Hamizah Mahayuddin vai Ayu Yu
- Nur Iman Andaliz vai Tarung

## Sản xuất
Trước khi BoBoiBoy: The Movie ra mắt vào năm 2016, Nizam Razak chi biết anh đã có ý tưởng cho phần phim thứ hai. Đạo diễn Nizam Razak cho biết quá trình thực hiện phần phim thứ hai nhanh hơn phần đầu tiên và chỉ mất một năm để hoàn thành. Đội ngũ làm phim đã thực hiện tác phẩm trong giới hạn 12 tháng để xem liệu họ có thể thực hiện một bộ phim mà không ảnh hưởng đến chất lượng hoặc cốt truyện của phim hoạt hình hay không. Razak thừa nhận mình gặp nhiều áp lực khi phải hoàn thành bộ phim đúng tiến độ nhưng đội ngũ sản xuất 100 người của anh đã giúp anh thực hiện được điều đó. Để mang đến chất lượng tốt nhất cho khán giả, đội ngũ đã sử dụng công nghệ tốt Redshift và phương pháp mô phỏng toàn diện, mặc dù chi phí sản xuất sẽ bị độn lên.

## Phát hành
Ban đầu, BoBoiBoy 2: Cuộc chiến ngân hà dự kiến là phim Malaysia đầu tiên được phát hành đồng thời tại 5 quốc gia gồm Malaysia, Indonesia, Brunei, Singapore và Việt Nam vào ngày 8 tháng 8 năm 2019. Tuy nhiên, tại thị trường Việt Nam, ngày chiếu bị đẩy lùi xuống 30 tháng 8 năm 2019 để có thêm thời gian thực hiện phiên bản lồng tiếng Việt. Đối với thị trường Indonesia, phim được phân phối bởi hãng CBI Pictures trong khi đối với thị trường Việt Nam, phim do CGV Cinemas và Mani Entertainment phân phối. Phim được chiếu tại hơn 500 rạp chiếu phim, bao gồm hơn 144 rạp chiếu phim ở Malaysia, 8 rạp ở Singapore, 4 rạp ở Brunei, 150 rạp ở Indonesia và 120 rạp ở Việt Nam.